# Bahariasauridae
Bahariasauridae — потенційна родина тероподів клади Averostra, яка могла включати кілька африканських і південноамериканських родів, таких як Aoniraptor, Bahariasaurus, Deltadromeus, Gualicho. Розташування цих тероподів є суперечливим, деякі дослідження відносять їх до базальних цератозаврів, можливо, пов'язаних з ноазавридами (до яких вони також можуть включати підродину ноазавридів Elaphrosaurinae), інші класифікують їх як мегарапторів, як базальних неовенаторидів. або базальних целурозаврів. Також є ймовірність, що ця група може бути не монофілетичною, оскільки в монографії про різноманітність хребетних у пластах Кем-Кем, опублікованій у 2020 році, бахаріазавр є nomen dubium. У тій же статті Deltadromeus класифікується як ноазаврид, результат також отриманий деякими попередніми дослідженнями.